# Касабланкська конференція

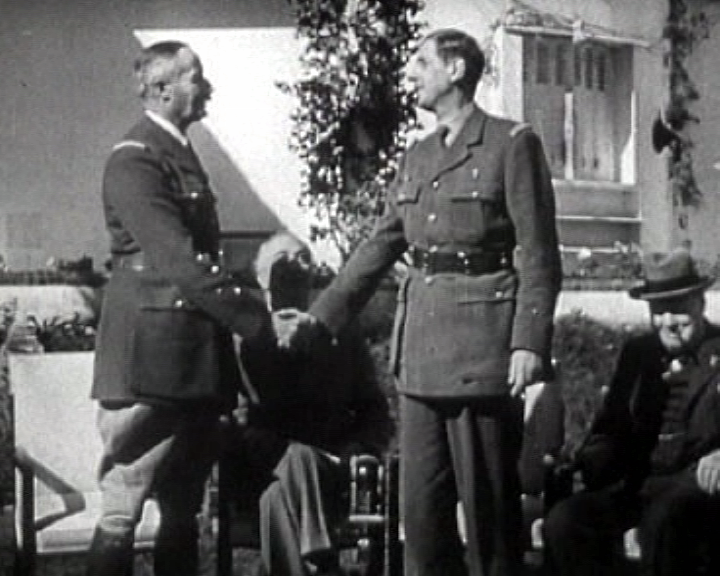
Лідери «Франції, що б'ється» Анрі Жиро та Шарль де Голль на конференції в Касабланці. 14 січня 1943

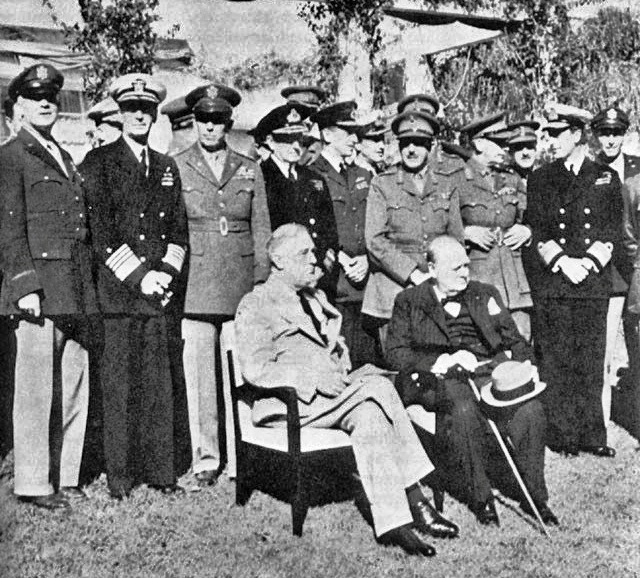
Американський президент Франклін Рузвельт та прем'єр-міністр Великої Британії Вінстон Черчилль

Касабланкська конференція, також відома під кодовим ім'ям «Символ» — міжнародна конференція часів Другої світової війни, що була проведена в готелі Анфа в Касабланці, на той час Французьке Марокко, з 14 по 24 січня 1943 року. Головним об'єктом обговорення на зустрічі Президента США Франкліна Рузвельта та прем'єр-міністр Великої Британії Вінстон Черчилль стало визначення пріоритетів військової стратегії західних союзників на найближчий час.
На конференцію був також запрошений радянський лідер Йосип Сталін, проте він відмовився. Французький генерал Шарль де Голль спочатку відхилив запропоновану пропозицію взяти участь, але після того, як Черчилль погрозив йому, що Велика Британія може визнати Анрі Жиро головою «Франції, що б'ється», він прибув на конференцію. Жиро також прибув на зустріч до Касабланки, проте було очевидно, що дуже складні взаємовідносини існують між двома лідерами французького руху опору.

## Хід конференції
У січні 1943 в місті Касабланка пройшла одна з найважливіших конференцій керівників держав союзників у антигітлерівській коаліції. Коли конференція розпочалася, англо-американці вперше після критичного стану справ, що існував у 1942 році, змогли сміливо поглянути в майбутнє, плануючи час та місця наступних битв з ворогом. Війська Роммеля зазнали рішучої поразки в Північній Африці. Хоча він і продовжував битися в Тунісі, було ясно — що це лише питання часу, коли уся Африка буде в руках союзників. Радянські війська змусили німців відступати по всьому фронту свого південного флангу, оточивши більш ніж 250-тис. угруповання генерал-фельдмаршала Ф. Паулюса у Сталінграда. Усі спроби визволити оточених закінчилися крахом. На Тихому океані просування японців кінець кінцем було зупинене. Наземна та морська фази битви за Гуадалканал були переможними для американців. Після півроку постійних поразок, тривог та втрат починаючи з липня 1942, союзники вперше отримали серйозні шанси на перемогу у світовій війні.
На конференції гостро постало питання — де, й у якій якості зосередити стратегічні зусилля англо-американців у боротьбі з країнами Осі. Битва в Північній Африці підходила до логічного завершення, але зміна пріоритетів влітку 1942 призвела до зривів планів операції «Болеро». Незважаючи на величезний потенціал американців, стан їхніх військ та укомплектованість, становище з перекиданням сил і засобів морем, зосередження матеріалів і запасів для подальших дій у Європі потребували покращення. До того ж значних втрат завдавали німецькі підводні човни. Так, за 1942 рік, союзники втратили на Атлантиці 1027 суден та кораблів. Не опанувавши морем, союзники, відповідно, не мали жодного шансу розпочинати морську десантну операцію на західноєвропейському театрі воєнних дій.
Черчилль з цього приводу не мав жодних сумнівів. Він наполягав на продовженні бойових дій у 1943 році на Середземномор'ї, й навіть не допускав ідеї про початок вторгнення на континент. Він відстоював перед Президентом свою думку: Південна Європа залишається, без будь-яких сумнівів, нашою пріоритетною задачею.
Для американців постановка питання таким чином не була ясною. Роздратований нескінченими політичними іграми британців, пов'язаними із захистом лише власних довгострокових інтересів, начальник штабу армії США генерал Маршалл, у доволі грубій формі висловлювався з приводу цілей військової стратегії союзників на 1943 рік. У постійних суперечках з британським військовим керівництвом він відстоював думку, що після завершення розгрому німців та італійців на півночі Африки — напрямок зосередження основних зусиль союзників повинен бути перенесений на західне узбережжя Європейського континенту. Загальна стратегія повинна концентруватися на ідеї щонайскорішого та ефективнішого розгрому найбільш загрозливого противника — нацистської Німеччини. Запропонована британцями концепція дій шляхом серії битв та боїв на неважливих напрямках у Середземномор'ї створювала загрозу перетворення війни на затяжне протистояння двох систем, що буде виснажувати США.
Британський генерал А.Брук, у свою чергу, відстоював думку, що наявність на Британських островах лише 21 готової дивізії ніяким чином не створить передумови для перемоги тих, що висадяться на узбережжі. Зокрема, беручи до уваги дані розвідки, німці мали щонайменше 44 дивізії, дислокованих у Західній Європі. Він стверджував, що маючи перевагу в силах в зв'язавши наші війська боями на узбережжі насиченому фортифікаційними укріпленнями, перепонами та колючим дротом, будь-який прорив з плацдарму не уявляється можливим. Навіть, якщо висадка союзників у 1943 році можлива, вона буде коштувати за дуже велику ціну, ніж продовження битви на Середземному морі. Враховуючи реальний стан справ з військами та військовими запасами, готовність операції «Раундап», принаймні, не буде раніше ніж у серпні 1943, і тому розпочати її буде можливо лише восени. На завершення, наполягало британське командування, поспішність у проведенні операції «Раундап» у 1943 призведе до катастрофи, а не успіху.
Заключним рішенням конференції, союзники прийняли рішення, за яким британські аргументи на користь зосередження зусиль військової стратегії на Середземноморського театру воєнних дій визнавалися слушними, проте, ні у якому разі не створювали завад для успішної підготовки плану вторгнення до Західної Європи. Маршалл відстоював думку, що битва на Середземному морі, ніяким чином не може розглядатися як головна арен для знищення військової моці Третього Рейху. Він наполягав на тому, що лише прямі дії призведуть операцію до успіху, й врешті-решт до розгрому саме Німеччини, а не Італії та інших країн-сателітів. Тому, американці прийшли до висновку, що з огляду на обставини, які склалися, США будуть тимчасово вимушені погодитися на продовження військових дій на півдні Європи, але це ніяким чином не вплине на їх основний намір — головні дії повинні зосереджуватися на заході Європи.
Водночас, Маршалл проголосив, що пріоритетними напрямками підготовки до цього стає інтенсифікація боротьби з підводним флотом Кригсмарине на Атлантичному океані та масування зусиль з бомбардування об'єктів військово-промислового комплексу Німеччини, а також інфраструктури та військових цілей, що грають важливу роль у планах висадки військ. Основні зусилля будуть зосередженні на меті нанести максимальну поразку, примусивши Вермахт відвести наземні та повітряні сили з радянсько-німецького фронту. Генерал Брук підтримав американців обіцянкою, що ми обов'язково вторгнемося на континент у 1943 великими силами.
На конференції також було прийнято рішення про вторгнення на півдні Європи на користь Сицилії, а не Сардинії, континентальної Греції, Криту або Додеканеських островів.
До того, на конференції розглядалася справа формування основного керівного органу управління з підготовки та планування вторгнення до Західної Європи. Попри те, що переважна частка зусиль союзників буде спрямована на ведення війни на півдні Європи, конференція у Касабланці заклала першу цеглу у фундамент операції «Оверлорд».

## Декларація в Касабланці
Після десятиденних переговорів у ході конференції західні союзники вперше виклали для преси офіційні цілі війни: беззастережна капітуляція усіх країн-членів Осі: Німецького Рейху, фашистської Італії і Японської імперії. Також було прийнято рішення про посилення допомоги Радянському Союзу, вторгнення до Сицилії, а згодом й на континентальну частину Італії, визнання сумісного керівництва «Франції, що б'ється» з боку Ш.де Голля та А.Жиро. Водночас було вирішено про посилення повітряних бомбардувань міст Німеччини. З цієї миті союзники вели бомбардування цілодобово: британці — вночі, а американці — вдень. Вимога беззастережної капітуляції Німеччини також означала в даному випадку відмову від принципів, встановлених Атлантичною хартією.